# Portalet
El Portalet (en francés: Col du Pourtalet) es un puerto de montaña, fronterizo entre España y Francia, a 1794 m s. n. m., que comunica los valles de Tena (Huesca) y Ossau (Bearne, departamento de Pirineos Atlánticos). Su vertiente española pertenece al municipio aragonés de Sallent de Gállego, constituyendo además el lugar de nacimiento del río Gállego. 
El apelativo d'Aneu utilizado en ocasiones lo recibe del nombre de un pico, el Aneu (2364 metros), que se yergue en las inmediaciones del collado.
La vía de comunicación que discurre por el Portalet adquiere la denominación de A-136 según la red española de carreteras, enlazando en su otro extremo con la N-260 a la altura de Biescas. El tramo francés corresponde a la D-934, que enlaza con la D-918 a la altura de Laruns. El paso de Portalet suele permanecer cerrado durante el invierno, debido a la gran abundancia de nieves que cubren el paraje.
Junto a las antiguas aduanas de Portalet, aún perduran diversos establecimientos y bazares donde se venden recuerdos y productos típicos de ambos países.